# 1,3-Cyclohexadien
1,3-Cyclohexadien là một cycloanken dễ bắt cháy, ở điều kiện tiêu chuẩn nó là một chất lỏng trong suốt không màu.